# Вирен, Даг
Даг Ивар Вирен (швед. Dag Ivar Wirén; 15 октября 1905, Стриберг, лен Эребру — 19 апреля 1986, Дандерюд, лен Стокгольм) — шведский композитор и критик.

## Биография
В 1918—1924 гг. учился в Каролинской школе в Эребру. В это время брал уроки фортепиано, играл на бас-барабане и челесте в городском оркестре; выступал как пианист в школьной культурной ассоциации, в том числе с собственными сочинениями. С тех пор на всю жизнь его друзьями оставались писатель Эрик Линдер и скрипач Свен Карпе.
В 1931 г. окончил Королевскую музыкальную консерваторию в Стокгольме, где учился у Отто Ульсона (орган), Улофа Виберга (фортепиано), Олальо Моралеса (дирижирование), Оскара Линдберга (теория музыки) и Эрнста Эльберга (контрапункт, инструментовка). В 1932—1934 гг. совершенствовался у Л. Л. Сабанеева в Париже; там же встречался с И. Ф. Стравинским.
В 1938—1946 гг. работал музыкальным рецензентом газеты «Svenska Morgonbladet». С 1946 г. — член Шведской музыкальной академии.
В 1939—1968 гг. состоял членом правления Международного музыкального агентства шведских композиторов; в 1947—1963 гг. — вице-председатель Союза композиторов Швеции. В 1962—1971 гг. — член совета директоров Шведской королевской оперы.

### Семья
Жена (с 1934) — Ноэль Франкс (урождённая Маккензи; 31.12.1905 — 21.1.1989), ирландская виолончелистка, поэтесса. С 1937 г. проживали в собственном доме в Дандерюде.
- дочь — Анника (швед. Annika), род. 1947.

## Творчество
Представитель шведского неоклассицизма. Его творчеству присущи чёткость и лаконизм форм; использовал элементы скандинавского музыкального фольклора.
В 1930-е годы регулярно выступал как пианист на шведском радио, 1930—1940-е посвятил также камерной музыке; не любил дирижировать.

### Избранные сочинения
радиооперы
- «Кровь и слёзы» (1940)
- «Весёлый пациент» (1941)
- «Синее, жёлтое и красное» (радиооперетта; 1940)

балет
- «Оскар-бал» (1950; по поэме Г. Фрёдинга «Бал»)

для оркестра
- пять симфоний (1932, 1939, 1944, 1952, 1965)
- симфониетта (1934)
- две концертные увертюры (1931, 1940)
- Маленькая сюита (1941)
- Серенада для струнного оркестра (1937; исполняется как балет)

концерты
- концерт для виолончели с оркестром (1936)
- концерт для скрипки с оркестром (1946)
- концерт для фортепиано с оркестром (1950)

камерная музыка
- пять струнных квартетов (?, 1935, 1941, 1953, 1970)
- два фортепианных трио (1933, 1961)

пьесы для фортепиано
песни
музыка к спектаклям
- «Мадам Бовари» по роману Флобера (1939)
- «Венецианский купец» Шекспира (1943)
- «Аморина» по роману Альмквиста (1951)

кинокомпозитор
- Он ничего не забывает (швед. Man glömmer ingenting, 1942; реж. О. Охберг[швед.])
- швед. Oss tjuvar emellan eller En burk ananas (1945; реж. О. Моландер[швед.])
- швед. Bara en mor (1949; реж. А. Шёберг)
- Фрёкен Юлия (швед. Fröken Julie, 1951; реж. А. Шёберг)
- Урок любви (швед. En lektion i kärlek, 1954; реж. И. Бергман)
- Дикие птицы (швед. Vildfåglar, 1955; реж. А. Шёберг)
- Возница (швед. Körkarlen, 1958; реж. А. Матссон[швед.])
- Повод к поучению (англ. A Matter of Morals, 1961; реж. Дж. Кромвель)

## Награды и признание
- премия Christ Johnson Королевской музыкальной академии (1960) — за симфонию № 4
- Prix Italia (совместно с Биргит Кульберг; 1961) — за телевизионный балет «Злая королева» (швед. Den elaka drottningen)
- Народный артист (1964, с пожизненной стипендией)
- Премия Аттерберга (1975)
- медаль Litteris et Artibus («За науку и искусство»; 1978)
- Премия имени Яльмара Бергмана (1978).